# Ione cornuta
Ione cornuta är en kräftdjursart som beskrevs av Charles Spence Bate 1864. Ione cornuta ingår i släktet Ione och familjen Bopyridae. Inga underarter finns listade i Catalogue of Life.